# Матаулано
Матаулано (англ. Mataulano) — озеро на стыке трёх округов Самоа: Палаули, Гагаэмауга и Фаасалелеага. Расположено на центральной возвышенности в восточной части острова Савайи. Классифицируется как пресное, питается за счёт осадков.